# Meilahti
Meilahti, en suédois Mejlans, est un quartier d'Helsinki, dans le district de Reijola. Il est situé entre Mannerheimintie et la baie de Seurasaarenselkä.

## Histoire
La plupart des habitations de Meilahti furent construites dans les années 1930.

## Infrastructures
Le quartier compte aujourd'hui environ 6 800 habitants. Parmi eux, la présidente de la Finlande Tarja Halonen, qui réside sur la côte dans sa résidence officielle de Mäntyniemi. Elle y succède à Martti Ahtisaari et Mauno Koivisto, ses prédécesseurs à la tête de l'État. 
La résidence du Premier ministre, Kesäranta, se trouve dans ce quartier.
De nombreux hôpitaux du Centre hospitalier universitaire d'Helsinki sont situés dans le quartier accessibles par la rue Haartmaninkatu: l'Hôpital central de l'université d'Helsinki, la tour hospitalière de Meilahti, l'hôpital triangulaire de Meilahti, l'hôpital d'Haartman, l'hôpital du parc et le Siltasairaala.

## Galerie

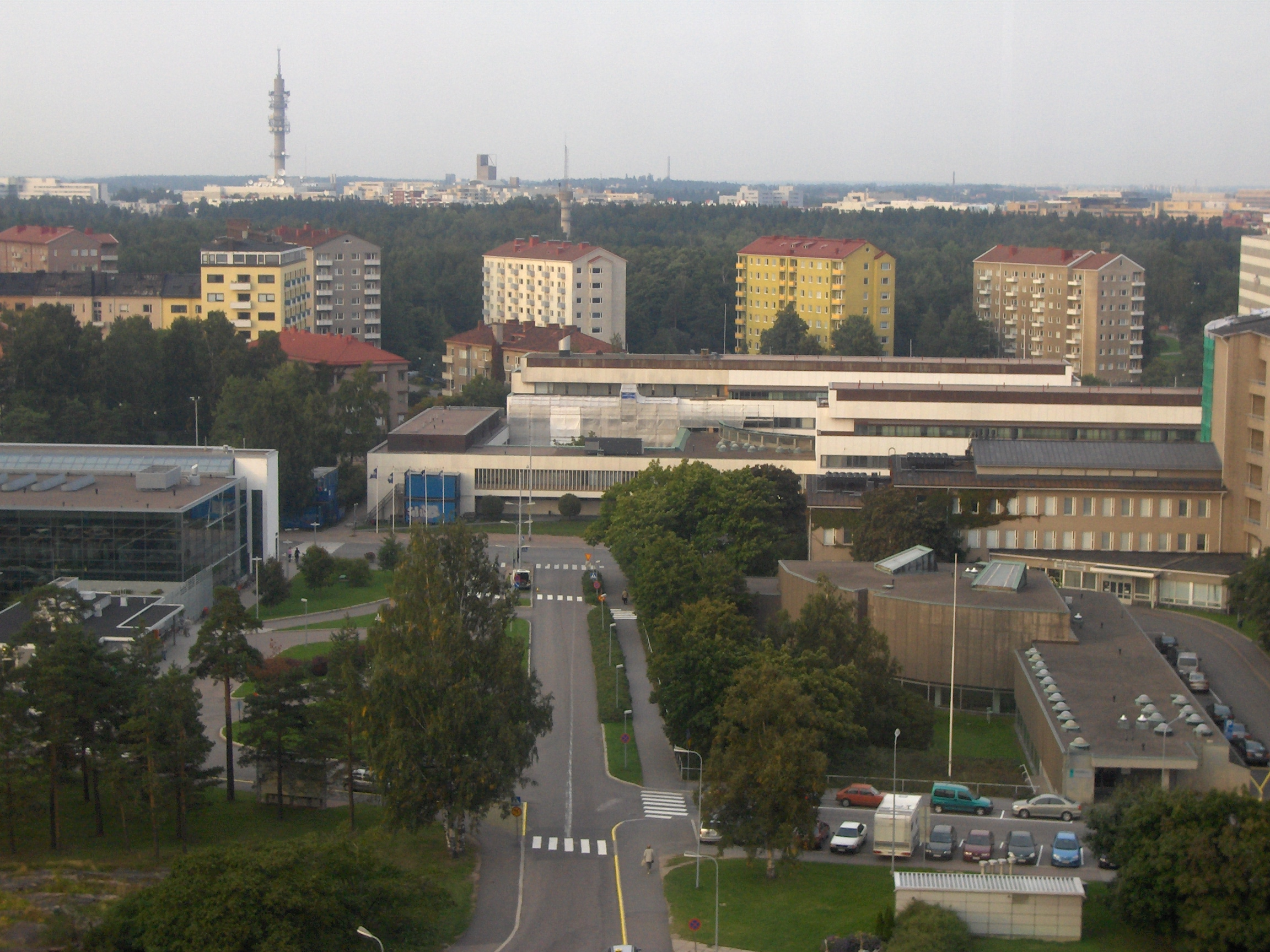
Vue du dernier étage de l'Hôpital de Meilahti
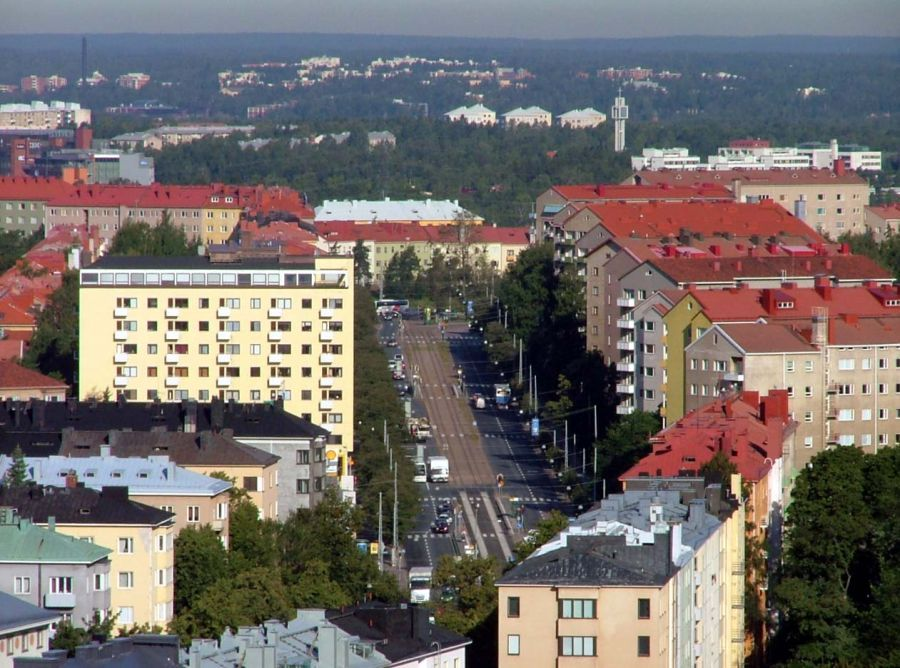
Bâtiments de  Mannerheimintie à Laakso et Meilahti.
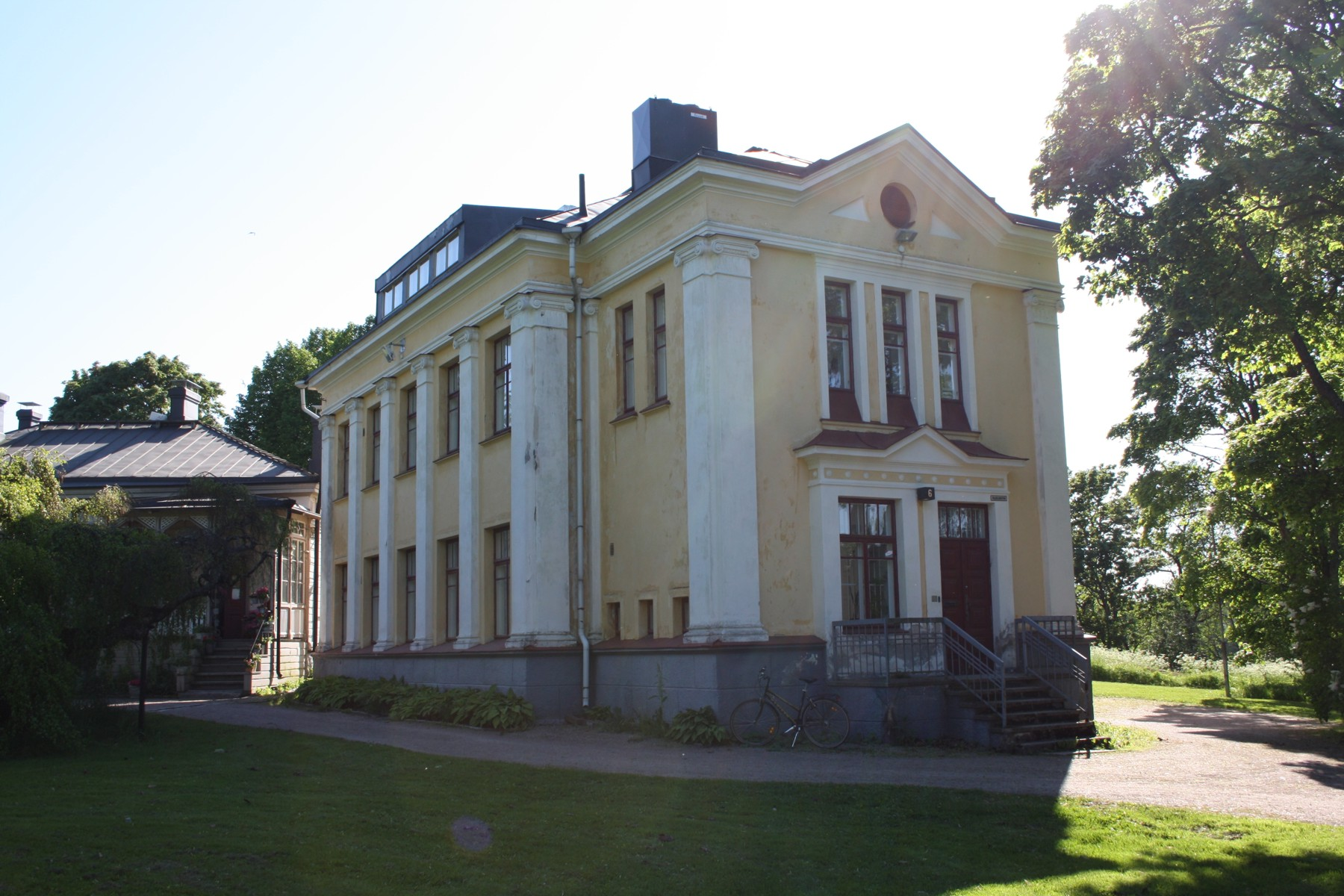
Manoir de Meilahti.
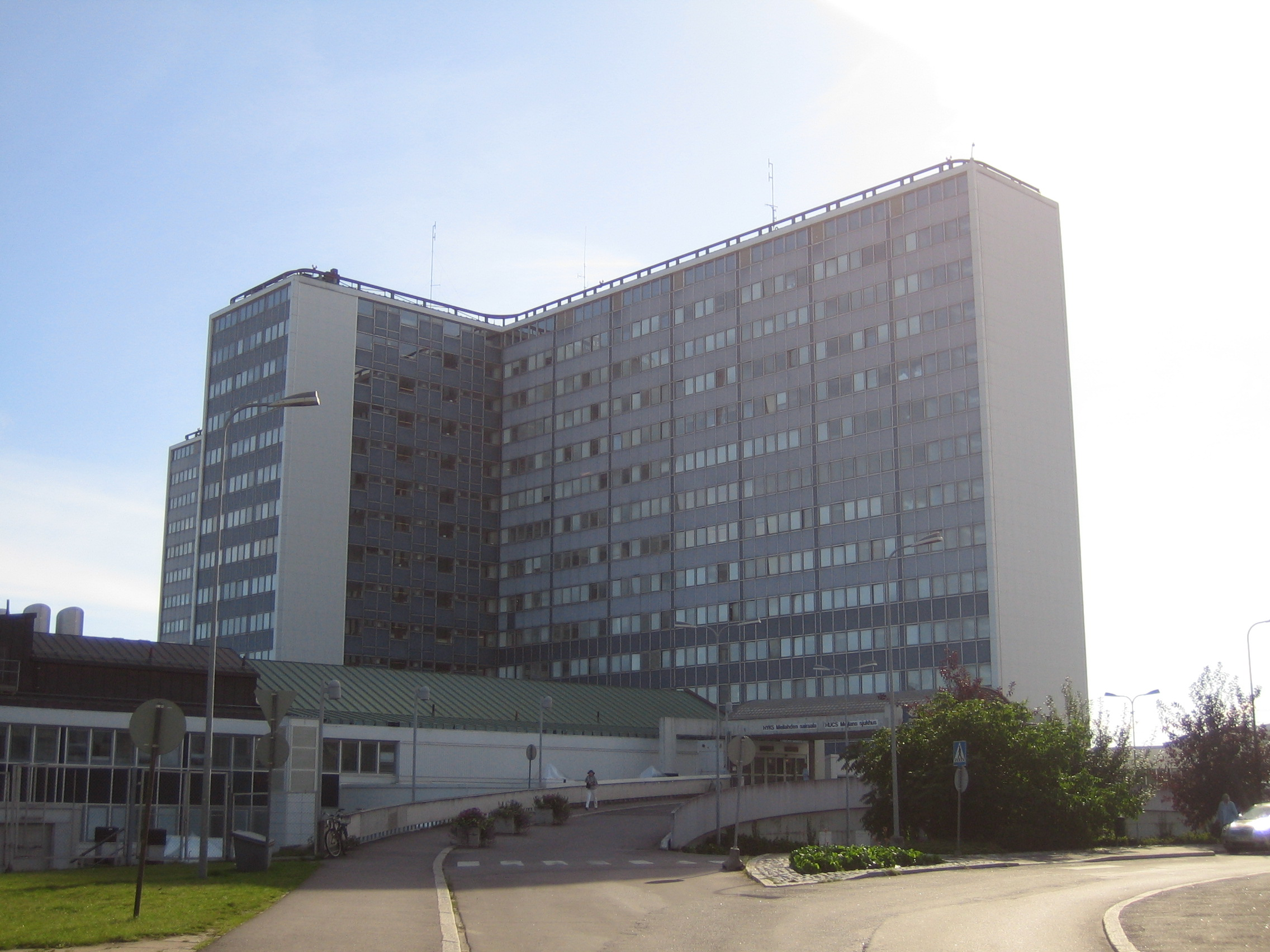
Tour hospitalière de Meilahti.
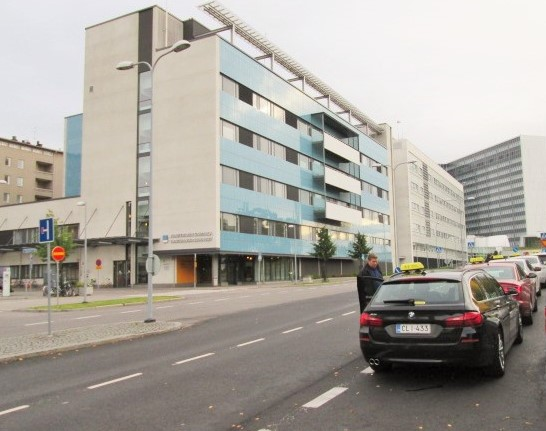
Hôpital d'Haartman.
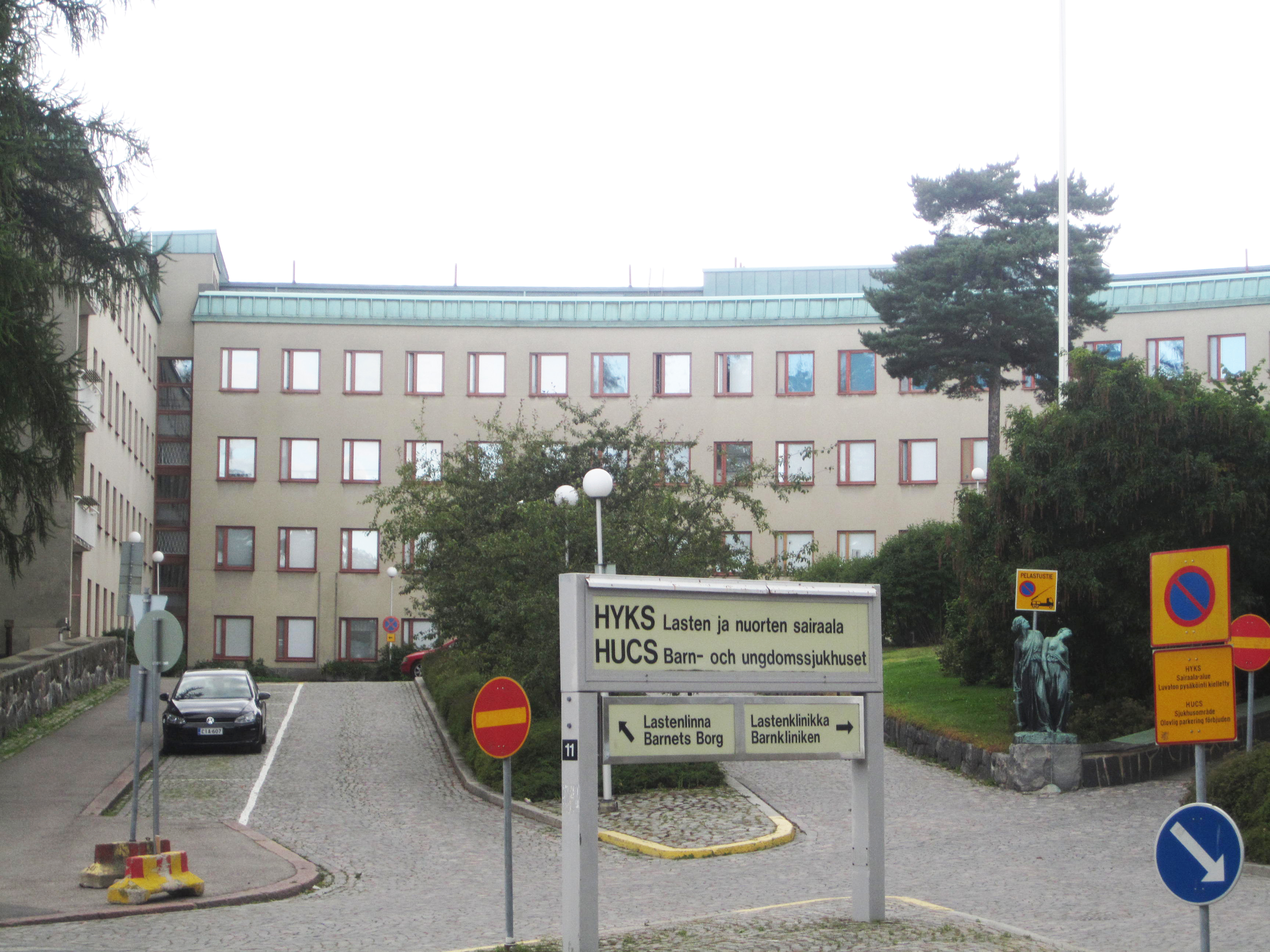
Hôpital du parc.
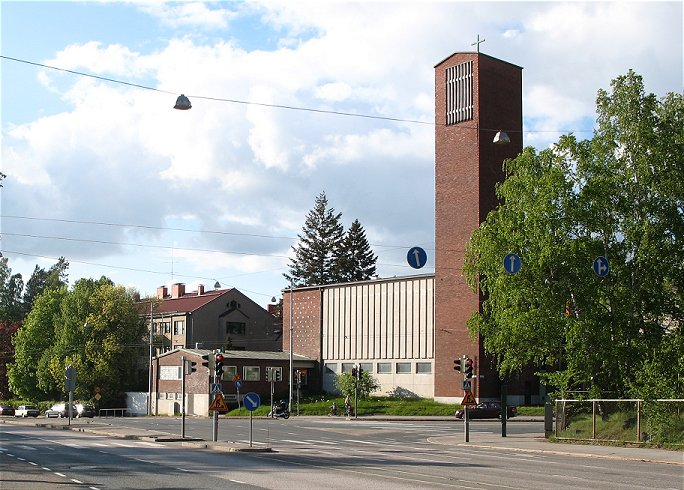
Église Sainte-Marie d'Helsinki
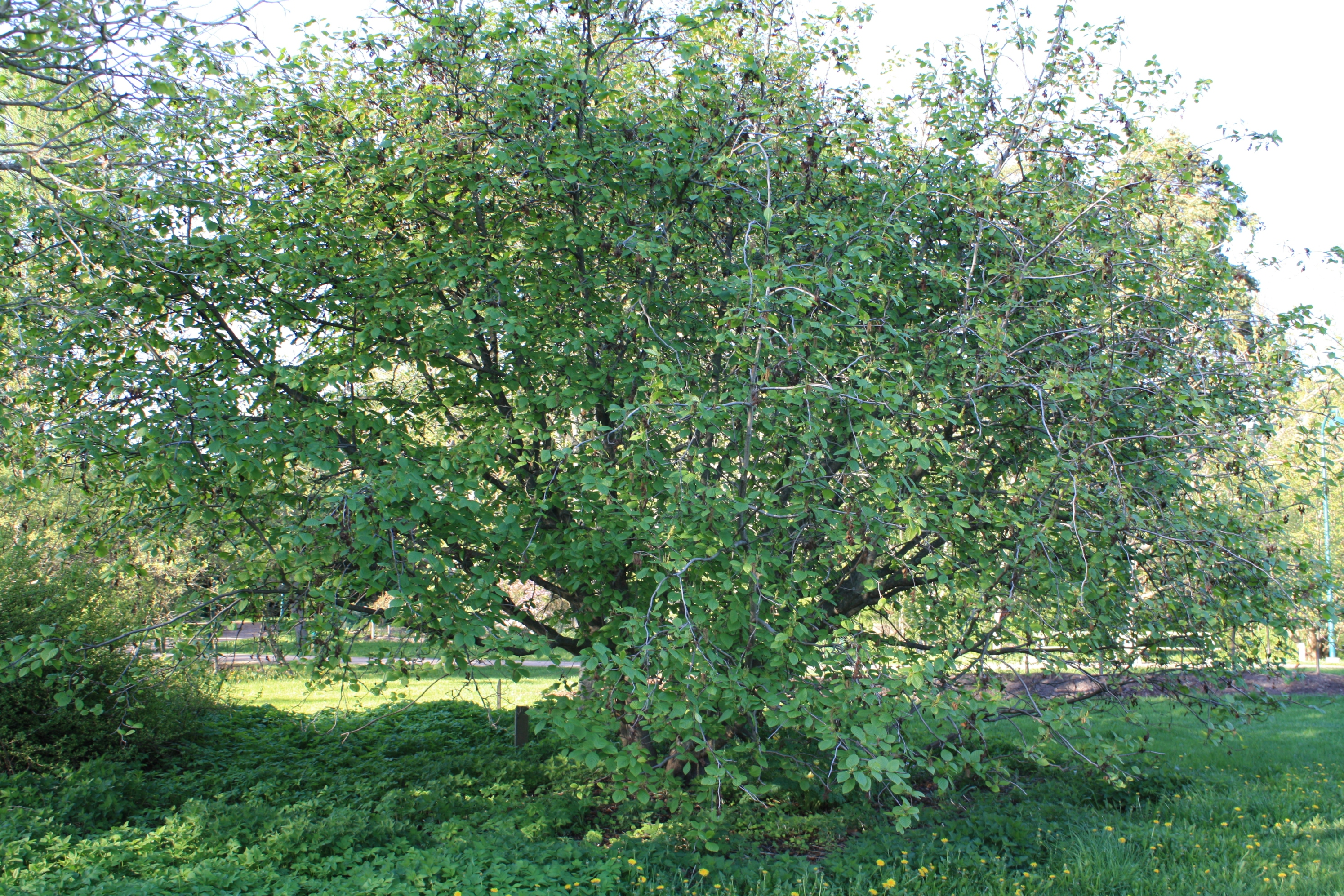
Arboretum de Meilahti.
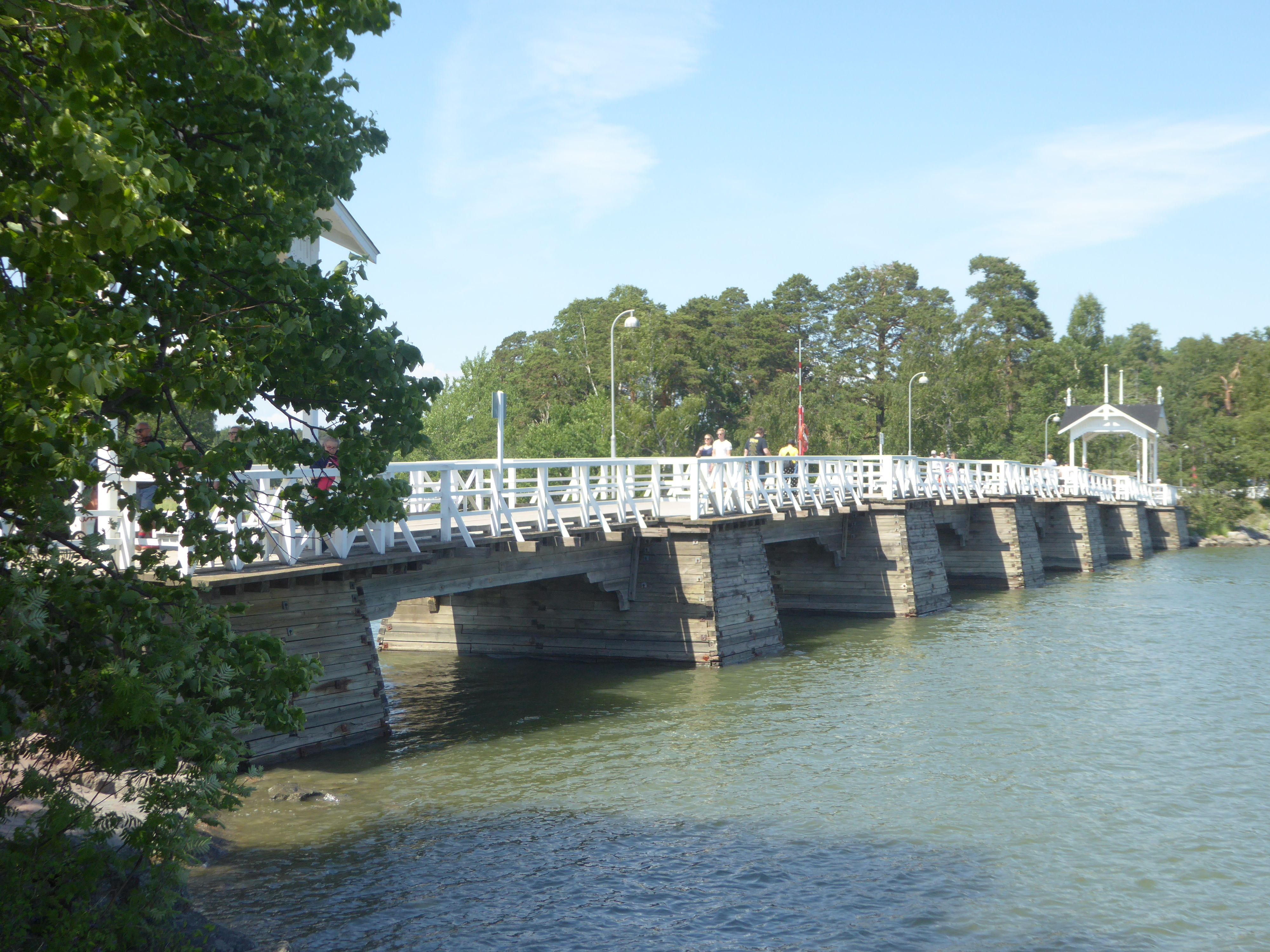
Ponts de Seurasaari.